# 沈守峰
沈 守峰（シム・スボン、심수봉、1950年8月24日 - ）は、大韓民国の女性歌手、シンガーソングライター。トロットの女王、国民歌手などと称された。本名は沈 玟卿（シム・ミンギョン、심민경）。代表曲は「クッテ クサラム（그 때 그 사람、邦題：その時その人の意）」、「ナムジャヌン ペ ヨジャヌン ハング（남자는 배 여자는 항구、邦題：男は船、女は港）」など。

## 経歴

### 歌手デビュー以前
本貫は青松沈氏。音楽家一族に生まれる。曽祖父はピリや尺八奏者の沈八綠（シム・パルロク）、祖父はパンソリの流派中高制（チュンゴジェ）の大家であった沈正淳（シム・ジョンスン）、伯父は伽耶琴奏者の沈相健（シム・サンゴン）、叔父はパンソリの人間文化財シム・サゴン、叔母は僧舞の人間文化財沈嬅英（シム・ファヨン）。
公称では1955年7月11日生まれということになっているが、実際の生年月日は1950年8月24日である。
幼い頃から歌うことが好きで、娘の才能を伸ばすために母親は地元で唯一ピアノを所持していた家（小学校教頭宅）の娘の元でピアノを習わせた。
民謡研究家の父沈載德（シム・ジェドク、1899年 - 1967年）と破局した母（師弟関係にある沈載德とは再婚）に引き取られ、小学校2年生の時に瑞山から黒石洞に転居。名門校への進学準備をするが、脳神経に不調をきたして舞衣島で療養生活を送る。1年後永登浦の学校に進学するも、再び療養するなど休学を繰り返したため、高校は4年遅れで卒業する。当時は小さな音にも過敏に反応するようになり、母親が入信していた新興宗教の儀式の騒音にも悩まされたというが、のちに、「それは私の利点になり、すべての音の正体を見つけることになった」と振り返っている。

### 歌手デビュー
1972年に、パンソリ歌手としてデビュー。
舞衣島での療養生活中に兄がギターで披露したアニマルズの「朝日のあたる家」の歌詞に衝撃を受けたのを機にギターを習得する。仁花女子高等学校時代にはテレビで見た女性ドラマーに触発されて、音楽教室でドラムを習う。第8軍の関係者だった異母姉の紹介によりプロ楽団のドラマーに個人指導を受け、アマチュアジャズコンテストで奨励賞を受賞、音楽関係者に名前が知られ、スカウトによりロック系バンド「ノンストップ」に加入、第8軍の舞台で活動する。この当時の仲間にはキム・スヒがいる。
男性ドラマーのアドバイスでジャズピアノに転向。1973年に高校を卒業した後はイタリアンレストランでアルバイト歌手の活動を行う。朴鐘圭警護室長の個人パーティーにジャズマン嚴吐美の推薦で参加、ピアノ伴奏や歌を披露した。それ以来、警護室長主催の秘密社交パーティーに度々参加するようになった流れで、1975年に初めて大統領府の晩餐会に招かれ、朴正煕大統領の前で歌を披露した。その時に最初に歌って見せたのは美空ひばりの「悲しい酒」だった。後日談によれば、この選曲は周囲に勧められたものであり、日本人だと勘違いした大統領は立腹したという。その後、韓国歌謡『涙に濡れた豆満江』（1938年）と『皇城旧跡』（1928年）を歌うことで誤解を解いた。朴大統領の晩餐会には計3回参加した。
また、南山東急ホテルのスカイラウンジでの活動中に偶然客として訪れた羅勲児の歌を巧みに歌い、彼女の歌に感心した彼の斡旋で、1976年に新世紀レコードと50万ウォンの契約を結び、崔弘基作詞作曲の「ヨジャイニカ（여자이니까）」（「女だから」の意）の録音に入ったが、関係がこじれてしまい発売が取り消されたため、同年に明知大学校経営学科に入学した。第一志望の淑明女子大学校作曲科は落選。
在学中の1978年、第2回MBC大学歌謡祭に参加し、自らが作詞作曲した「クッテ クサラム」を歌い、裵哲秀や、盧士燕、林白千など、錚々たる参加者たちと競い合った。審査員に「歌唱力は目立ったが、曲のリズムが大学歌謡祭の性格に合わない」と評されて受賞は逃したが、フォークソングやフォークロックが主流を成していた同歌謡祭で最初となるトロットでの出場は「大学歌謡祭の異端児」として多くの人々に注目され、放送翌日にトロット歌手として地球レコードと200万ウォンで専属契約を結び、「クッテ クサラム」で正式に歌手デビューを果たした。ささやかな声量で鼻音を効かせた味わいのある歌声は韓国歌謡界に新しい風を吹き込み、1979年にシム・スボンブームを巻き起こした。ブームに便乗した新世紀レコードはお蔵入りしていた「ヨジャイニカ」を急遽発売した。

### 10・26事件以後
デビューと同時に全国的な人気を得た沈守峰は、デビュー前から大統領府に招かれていた縁もあり、朴正煕は宴会にしばしば沈守峰を招待した。当時は軍事独裁政権だったため、いくら人気歌手でも政権に嫌われると放送禁止など生業が難しくなる可能性があるため、気分が汚れても仕方なく行って歌うことがあった。
しかし、1979年10月26日、大統領が私的宴会に急いで呼び、当日放送スケジュールまでキャンセルしていった宮井洞（クンジョンドン）宴会で朴正煕暗殺事件（10・26事件）に巻き込まれる。自身に怪我はなく取り調べで証言を行ったものの、当時の時代的状況により放送活動禁止措置にあい、精神病院に送られるなど、様々な圧力に耐えなければならなかった。一方、民主化された1990年代のトークショーに出た彼女は本業が歌手なのに数多くの人々がまだ自分を見ればこの事件をたくさん思い浮かべていると苦しみを吐露した。
とにかく、歌手として活動できなくなった沈守峰は、1980年に公開された映画『아낌없이 바쳤는데』に初出演初主演にキャスティングされ、映画主題曲のサウンドトラックも自ら作成した。沈守峰の復帰作として話題の中心となったこの映画は、封切り後、観客5万人を突破する興行成績をあげ、香港に輸出もされた。
1979年にはドラマ『순자의 가을』の主題曲のサウンドトラック「순자의 가을」を自作自演した。この曲は、当初は問題がなかったが、1980年に全斗煥政権になると、曲名に大統領夫人（李順子）の名前「スンジャ」が入っているという理由で放送禁止措置になった。
1980年2月、大学卒業。
日本デビューは1980年5月、「クッテ クサラム」を石坂まさをの訳詞による「あの時あの人」のタイトルでRVCレコードから発売した。
1983年には、バンミが「순자의 가을」を「올 가을엔 사랑할거야」と改め、歌詞の一部を修正して歌い、人気を集めた。
1984年には、この曲の放送禁止措置が解除されると、それを埋め合わせるように、「올 가을엔 사랑할거야」という曲名でレコードの再録音がなされた。1984年に歌謡界に復帰した後、彼女は家庭問題で沈滞期に陥ったが、自ら作詞作曲した「ナムジャヌン ペ ヨジャヌン ハング」が収録されたアルバムは猥褻かどうかといった議論が出たにもかかわらず、2万枚余りの売利上げを記録し、沈守峰は再び全盛期を迎えた。
しかし、1985年に発表した「ムグンファ（무궁화、邦題：ムクゲ）は、ヒットもしたが、歌詞が時代状況の下で国民を扇動する意図があると見なされ、一日で放送禁止措置になった。沈守峰は、他の歌手よりも数多く直接的な政治的弾圧を受け、歌手活動に支障を受けた自身が経験を音楽に表現し、大衆の耳目を集めるような悲しく切ない曲を数多く歌った。

### 民主化以後
1987年に正統的なトロット「サランバエン ナン モッラ（사랑밖엔 난 몰라）」を発表、歌詞が愛されたい女性の気持ちを込めた歌として、女性たちに広く支持された。彼女は後に「幼い頃、父親なしで母一人で本人を育て、叔父は本人を虐待した」とし「その時から愛に喉を渇き、今、夫も運動圏出身でデモして刑務所も行ってきた。自分を心から愛してくれた珍しい人だが、愛表現に苦手なので、本人は愛に本当の喉が乾いている」と、この歌関連の感想を明らかにした。
1993年から2年間DJを務めたMBCラジオ「シム・スボンのトロット歌謡アルバム」のディレクターと1993年に再々婚。
1997年には、アーラ・プガチョワが歌ったロシア語の歌を韓国語に翻案し、新たに編曲した「百万本のバラ（백만송이 장미）」がヒットした。
2005年、全国ツアー・コンサートを進めた沈守峰は、離婚のために自分の娘と別れた経過を盛り込んだ「アイヤ（아이야）」を歌い、涙を流すこともあった。

## 評価
国民歌手と呼ばれる沈守峰は、自分のレコードを製作する度に、新しい歌を自作して収録してきたが、ヒット曲のほとんどは自ら作曲、作詞した作品である。このような音楽的才能を兼ね備えた沈守峰は、大韓民国歌謡界第1世代女性シンガーソングライターの屈指のひとりとされている。

## 出演
- MBCラジオ「シム・スボンのトロット歌謡アルバム」（1993年〜1995年）
- MBN 「燃えるトロットマン」 (2023年)

## 書籍
- 「사랑밖엔 난 몰라」（1994年）

## エピソード
「クッテ クサラム」の歌詞は、女友達の見舞いの際に病室でギターを弾いていた彼氏の姿に発想を得たものである。